# Malat dehidrogenaza (hinon)
Malat dehidrogenaza (hinon) (EC 1.1.5.4, -zavisna malat-vitamin K reduktaza, malat-vitamin K reduktaza, (S)-malat:(akceptor) oksidoreduktaza, L-malat-hinonska oksidoreduktaza, malat:hinon oksidoreduktaza, malat hinonska oksidoreduktaza, MQO, malat:hinon reduktaza, malatna dehidrogenaza (akceptor), FAD-zavisna malatna dehidrogenaza) je enzim sa sistematskim imenom (S)-malat:hinon oksidoreduktaza. Ovaj enzim katalizuje sledeću hemijsku reakciju
()-malat + hinon {\displaystyle \rightleftharpoons } oksaloacetat + redukovani hinon
Ovaj enzim je flavoprotein (FAD). Vitamin K i nekoliko drugih hinona mogu da deluju kao akceptori. On se razlikuje od EC 1.1.1.37 (malat dehidrogenaze (NAD+)), EC 1.1.1.82 (malat dehidrogenaza (+)) i EC 1.1.1.299 (malat dehidrogenaza (+)).

## Literatura
- Nicholas C. Price; Lewis Stevens (1999). Fundamentals of Enzymology: The Cell and Molecular Biology of Catalytic Proteins (Third изд.). USA: Oxford University Press. ISBN 019850229X.
- Eric J. Toone (2006). Advances in Enzymology and Related Areas of Molecular Biology, Protein Evolution (Volume 75 изд.). Wiley-Interscience. ISBN 0471205036.
- Branden C; Tooze J. Introduction to Protein Structure. New York, NY: Garland Publishing. ISBN 0-8153-2305-0.
- Irwin H. Segel. Enzyme Kinetics: Behavior and Analysis of Rapid Equilibrium and Steady-State Enzyme Systems (Book 44 изд.). Wiley Classics Library. ISBN 0471303097.
- William P. Jencks (1987). Catalysis in Chemistry and Enzymology. Dover Publications. ISBN 0486654605.

## Spoljašnje veze
- Malate+dehydrogenase+(quinone) на 